# Dragonheart: Vengeance
Dragonheart: Vengeance è un film del 2020 diretto da Ivan Silvestrini. 
È il quinto capitolo della saga e il terzo prequel del film del 1996, Dragonheart. Il film inizia prima degli eventi di Dragonheart 4 - La battaglia per l'Heartfire, ma finisce dopo di loro. È stato rilasciato negli Stati Uniti su Netflix, DVD e Blu-ray il 4 febbraio 2020.

## Trama
Negli anni successivi al legame di Drago e Gareth, i sette draghi che allevarono se ne andarono in terre diverse; una di loro, una draga di nome Siveth, si recò in Valacchia. Il regno e il suo sovrano, re Razvan, inizialmente accolsero Siveth; tuttavia, dopo essere stato ferito in battaglia, Siveth si rifiutò di condividere il suo cuore con lui, così il re la esiliò. Venti o trent'anni dopo, Lukas, un giovane agricoltore, vede predoni selvaggi: L'Orso, Il Lupo, Il Serpente e Lo Scorpione, uccidere la sua famiglia. Dopo aver perso i suoi genitori e la casa per causa loro, Lukas parte in cerca di vendetta. Lukas va nella città dove governa il re Razvan, chiedendo aiuto, solo per essere rifiutato. Più tardi, un mercenario spadaccino, Darius, si avvicina a Lukas, offrendo i suoi servigi per dare la caccia agli assassini. Scoppia una rissa tra Darius e un gruppo rivale di mercenari, costringendo Lukas a fuggire. Viene a sapere da un fabbro che Siveth potrebbe aiutarlo.
Lukas viaggia in profondità nella campagna per trovare Siveth, offrendole un sacco di semi di raccolto come pagamento. Rendendosi conto che Lukas vuole vendetta invece che giustizia, Siveth si rifiuta di aiutare, quindi Lukas se ne va. Presto trova un cavallo con una sella e provviste per aiutarlo nel suo viaggio. Darius, che lo ha seguito, insegna a Lukas come combattere. Inseguendo prima l'Orso, Darius e Lukas seguono le sue tracce e scoprono che Siveth ha viaggiato con loro, travestito da cavallo di Lukas. Darius se ne va dopo un'accesa discussione con Siveth, lasciando lei e Lukas ad affrontare l'Orso e la sua banda di predoni. Mentre cerca di uccidere Lukas durante il combattimento, l'Orso muore, accontentando Lukas con grande sgomento di Siveth.
Successivamente sottomettono il Lupo. Lukas minaccia di ucciderlo, ma Siveth dice che il Lupo è più prezioso tenerlo in vita, quindi lo prendono prigioniero quando accetta di condurli a Serpente e Scorpione. Il Lupo mantiene la sua parola ma, mentre Darius cade nell'imboscata, scappa, perdendo un braccio a causa dell'alito gelido di Siveth. Nonostante ciò, catturano Serpente e Lukas scopre che Siveth e Darius sono legati. Chiedendosi cosa fare con il loro prigioniero, Siveth dice a Lukas di risparmiarla e riportarla in città per affrontare la giustizia, mentre Darius dice di uccidere il predone; per dissuadere Darius, Siveth spiega perché ha condiviso il suo cuore con lui. Quando Darius era un bambino, il re iniziò una guerra per rafforzare la sua popolarità e distrarre le persone dai suoi affari corrotti; il re fu ferito in battaglia mentre Siveth cercava di dimostrare la sua corruzione. Il re ordinò al suo carrettiere di portare fuori strada i genitori di Darius durante il suo ritorno al castello, uccidendoli. Siveth ha quindi condiviso il suo cuore con Darius per salvarlo, portandola al rifiuto di aiutare Razvan e al suo esilio. Ha nascosto la verità a Darius per proteggerlo. Darius accetta con riluttanza di risparmiare Serpente, avendo scoperto che i predoni stavano ricevendo messaggi.
Dopo aver consegnato Serpente alla prigione locale, Darius scopre che dietro gli attacchi dei predoni c'è il re Razvan, ordinando loro di uccidere i suoi sudditi per prevenire la fame perché non si era preparato alla carenza di cibo. Nel frattempo, Lukas, con l'aiuto di Siveth, flirta con Oana, la guaritrice cittadina, dopo averla incontrata in precedenza. Lo Scorpione ritorna per il Serpente e la libera, avvelenando il padre di Oana, il carceriere della città, e dando fuoco alla sua casa per coprire la loro fuga; Siveth usa il suo alito di ghiaccio per spegnere le fiamme e si riunisce con Darius e Lukas. Darius racconta loro la sua scoperta, quindi Siveth cerca di recuperare gli ordini dei predoni dalle guardie del re che li hanno presi. Mentre Siveth usa il suo mutaforma per cercare di reclamare le prove, Lukas e Darius inseguono Serpente e Scorpione, cadendo in un'imboscata. Durante il combattimento, lo Scorpione avvelena Lukas e il Serpente lo ferisce ulteriormente in battaglia. Anche Darius è ferito e Siveth abbandona la sua missione per salvare Lukas e Darius dopo averli visti nei guai a causa del loro legame. Darius uccide lo Scorpione e Siveth uccide il Serpente. Lukas si scusa per aver lasciato che la vendetta gli oscurasse il cuore. Anche Darius e Siveth si riconciliano e lui la prega di salvare Lukas. Siveth porta Lukas al monastero che ha allevato Darius; passano le settimane e Lukas si riprende con l'aiuto di Oana. Re Razvan e una folla di cittadini affrontano Lukas e Siveth poco dopo; il re ordina a Lukas di arrendersi per crimini che non ha commesso e ordina a Siveth di riprendere il suo esilio. Tuttavia, Siveth rifiuta, chiamando Razvan per i suoi crimini contro il popolo. Quindi compaiono Darius e il Lupo redento, che rivela la sua parte nei piani di Razvan. Siveth offre la sua protezione a chiunque sia disposto a parlare; più persone si fanno avanti dalle guardie e dal consiglio del re per confessare la corruzione di Razvan, portando alla sua prigionia e a quella del Lupo.
Nel tempo che segue, Siveth viene accolta di nuovo nella società e condivide i semi del raccolto che ha salvato per porre fine alla carestia locale. Lukas ricostruisce la sua casa, iniziando una relazione con Oana. Ora riconosciuto dal regno per il suo legame con Siveth, Darius vive una vita felice tra la gente. Darius riflette sugli insegnamenti di Siveth, riconoscendo che lei ha mostrato a lui e Lukas la via della felicità, dell'amicizia e dell'amore.

## Sesto film in lavorazione
Secondo un'intervista con Arturo Muselli, che ha interpretato King Razvan, un sesto film di Dragonheart è già entrato in pre-produzione. Al momento non è noto se continuerà le avventure di Siveth.